# Filippo Lombardi
Filippo Lombardi (Bellinzona, 29 maggio 1956) è un politico e giornalista svizzero, appartenente al Partito Popolare Democratico (PPD).

## Biografia
Filippo Lombardi è un giornalista ed amministratore delegato della TeleTicino SA e Radio 3i. Studiò diritto ed economia politica all'Università di Friburgo ed era dal 1979 al 1981 sottoassistente di diritto canonico. Dal 1981 al 1987 Filippo Lombardi è stato Segretario generale dell'EYCD (Giovani Democristiani Europei), l'odierna YEPP, a Bruxelles. Dal 1987 al 1996 è stato direttore del quotidiano ticinese „Giornale del Popolo“ a Lugano e nel 1996 fu fondatore, oggi Direttore ed amministratore delegato della Televisione Regionale TeleTicino (Presidente del CdA dal 1996 al 1999, dal 1999 Direttore Generale). Nel 2001 Filippo Lombardi venne nominato Presidente dell'Associazione delle Televisioni regionali svizzere Telesuisse. Dal 2009 è presidente del Consiglio d'Amministrazione dell'Hockey Club Ambrì-Piotta SA.

## Politica
- Dal 1977 al 1980 è stato vicepresidente del movimento giovanile del PPD Ticino e membro del Comitato della JPPD svizzera, responsabile delle relazioni internazionali.
- Dal 1984 al 1987 è stato consigliere comunale a Minusio.
- Fra il 1995 ed il 1998 è stato membro dell'ufficio esecutivo dell'internazionale democristiana (IDC).
- Dal 1999 al 2019 Filippo Lombardi ha rappresentato il Canton Ticino al Consiglio degli Stati.
- Dal 2014 al 2019 Filippo Lombardi è stato capogruppo PPD all'Assemblea federale[2].
- Nel 2021 è stato eletto nel municipio di Lugano

## Vicende giudiziarie
Nel 2008 Filippo Lombardi «è stato condannato a una pena pecuniaria di 60 aliquote giornaliere di 480 franchi ciascuna, pari a 28'800 in totale, sospesi per cinque anni, e a una multa di 3'000 franchi» per aver falsificato le tirature del Giornale del Popolo allorché ne era direttore e per «guida in stato di inattitudine per spossatezza e alcol». Nel 2001 era inoltre stato condannato «a quindici giorni di carcere [...] da un tribunale del Canton Berna [...] per guida in stato di ebrietà (0,9 per mille quando il limite legale era ancora di 0,8)»; anche in quel caso beneficiò della sospensione condizionale della pena.